# Malabo
Malabo est la capitale de la Guinée équatoriale, située sur la côte nord de l'île de Bioko.

## Toponymie
La ville de Malabo a porté différentes dénominations au cours du temps (expliquées au paragraphe historique suivant au moins pour la plus récente et actuelle d'entre elles) :
- de 1827 à 1846, Port Clarence ou Clarence City (dénomination anglaise) ;
- de 1846 à 1973, Santa Isabel (dénomination espagnole) ;
- depuis 1973, Malabo (dénomination équatoguinéenne)[3].

## Histoire
Malabo est fondée par les Britanniques en 1827 sous le nom de Port Clarence (aussi appelée Clarence City). La ville est utilisée comme base navale pour lutter contre le trafic d'esclaves. Certains de ceux qui sont libérés, sont relâchés sur l'île (avant la création de la Sierra Leone comme colonie d'esclaves libérés).
Les descendants de ces esclaves se mêlent aux natifs de l'île et donnent l'ethnie Bubi qui parle un pidgin afro-anglo-espagnol (on dit aussi le « Fernandino »). Au départ, les Britanniques rêvent de faire de Port-Clarence un grand port de commerce (comme ceux de Lagos et du Cap), et ils prennent modèle d'après le port de Douvres. Mais les eaux autour de la ville, comme ceux de l'île, sont en eaux profondes, ce qui accentue le désintérêt pour la ville, l'île, et la colonie en général, qui sera vite considérée comme trop isolée, et trop coûteuse, d'autant plus que l'esclavage est aboli vers 1845, ce qui annonce la fin des ports « négriers », du commerce des esclaves.
Des négociations sont alors engagées à partir de 1845, avec les Espagnols, qui sont déjà présents sur la côte, en pays Fang. Les Britanniques redoutent alors que Port-Clarence passe sous giron français. L'objectif est de garder une escale pour Le Cap pour les navires de commerce, tout en passant le contrôle de la ville et de l'île à une puissance amie, qui facilitera les séjours des navires et des équipages. La Grande-Bretagne pense alors au Portugal, mais celui-ci vient de perdre le Brésil en 1821-1822, sa monarchie est vacillante, avec des problèmes sociaux. De plus, le Portugal a le plus grand mal à être présent militairement dans ses propres colonies. À l'époque, la Grande-Bretagne aidait même militairement le Portugal, pour l'aider à canaliser l'empiètement d'autres puissances coloniales (dont la France). C'est donc vers l'Espagne que la Grande-Bretagne se tourne. Celle-ci s'engage à préserver les intérêts britanniques et à donner le libre passage aux navires britanniques, avec des facilités douanières et des avantages, en vigueur jusqu'en 1968, date de l'indépendance. De plus, l'Espagne respecte l'héritage culturel anglais (l'espagnol ne deviendra majoritaire que vers 1920), sauf sous la période franquiste, entre 1935 et 1975, ou l'hispanisation de l'île est accentuée. Ensuite, la langue anglaise a toujours été présente, même sous la période dictatoriale la plus sévère de Francisco Macias Nguema, de 1968 à 1979, où les enfants de langue maternelle anglaise étaient forcés d'apprendre encore plus l'espagnol, l'anglais devenant une langue « suspecte » car ouverte à l'extérieur (le pays est le seul État hispanophone d'Afrique). Ainsi, les Anglophones passèrent de plus de 50 000 locuteurs en 1967 (surtout des Bubis), à moins de 20 000 en 1981.
En 1829, la ville comptait 700 habitants dont une centaine d'Européens. L'île de Bioko, en Guinée équatoriale, est l'une des rares régions du monde où la langue anglaise a régressé depuis une cinquantaine d'années, autant en locuteurs maternels que ceux qui l'avaient en langue seconde. Quand l'île passe sous contrôle espagnol, la ville est renommée Santa Isabel.
En 1898-1899, lors de la guerre de l'Espagne contre les États-Unis, les Espagnols sont vaincus et perdent leurs colonies, dont les Philippines, Porto Rico, et Cuba. Même si les États-Unis envisagent dans un premier temps de prendre possession des territoires espagnols du golfe de Guinée envoyant deux bataillons de militaires : un à Bata (sur le continent) et un à Santa Isabel (qu'ils envisagèrent de renommer en Port Clarence), le fort manque d'infrastructure et les maladies tropicales endémiques poussent finalement les Américains (tout comme les britanniques cinquante ans plus tôt) à y renoncer et laissent le territoire aux Espagnols qui ne conservent alors que des miettes de son empire colonial. De plus, les États-Unis sont garants de l'indépendance du Liberia qu'ils ont contribué à créer et ne souhaitent pas avoir une image de colonisateur, alors que l'impérialisme des puissances coloniales européennes fait rage à l'époque. Les militaires américains des deux bataillons, rescapés des maladies tropicales partent en 1899, et les États-Unis renoncent à toute prétention sur le territoire par la signature du traité de Paris en 1900.
Santa Isabel redevient chef-lieu de la colonie espagnole de Fernando Poo. Santa Isabel reçoit, de 1914 à 1916, plusieurs centaines de prisonniers de guerre allemands du Kamerun, alors colonie allemande occupée par les Français et les Britanniques. Neutre durant la Première Guerre mondiale, l'Espagne, avec l'aide de la Croix-Rouge, prend en charge les prisonniers, qui seront rendus à l'Allemagne en 1918-1919. Certains sont envoyés sur le continent, aux alentours de Bata, pour des travaux de déforestations.
Un an après l'indépendance, en 1969, la ville devint capitale de la Guinée équatoriale, en lieu et place de Bata, sur la partie continentale du pays.

En 1973, le président de la Guinée équatoriale, Francisco Macías Nguema, renomme la ville Malabo en l'honneur d'un roi qui aurait vécu avant la colonisation (son existence est sujette à caution), dans le cadre de sa campagne d'africanisation des noms.

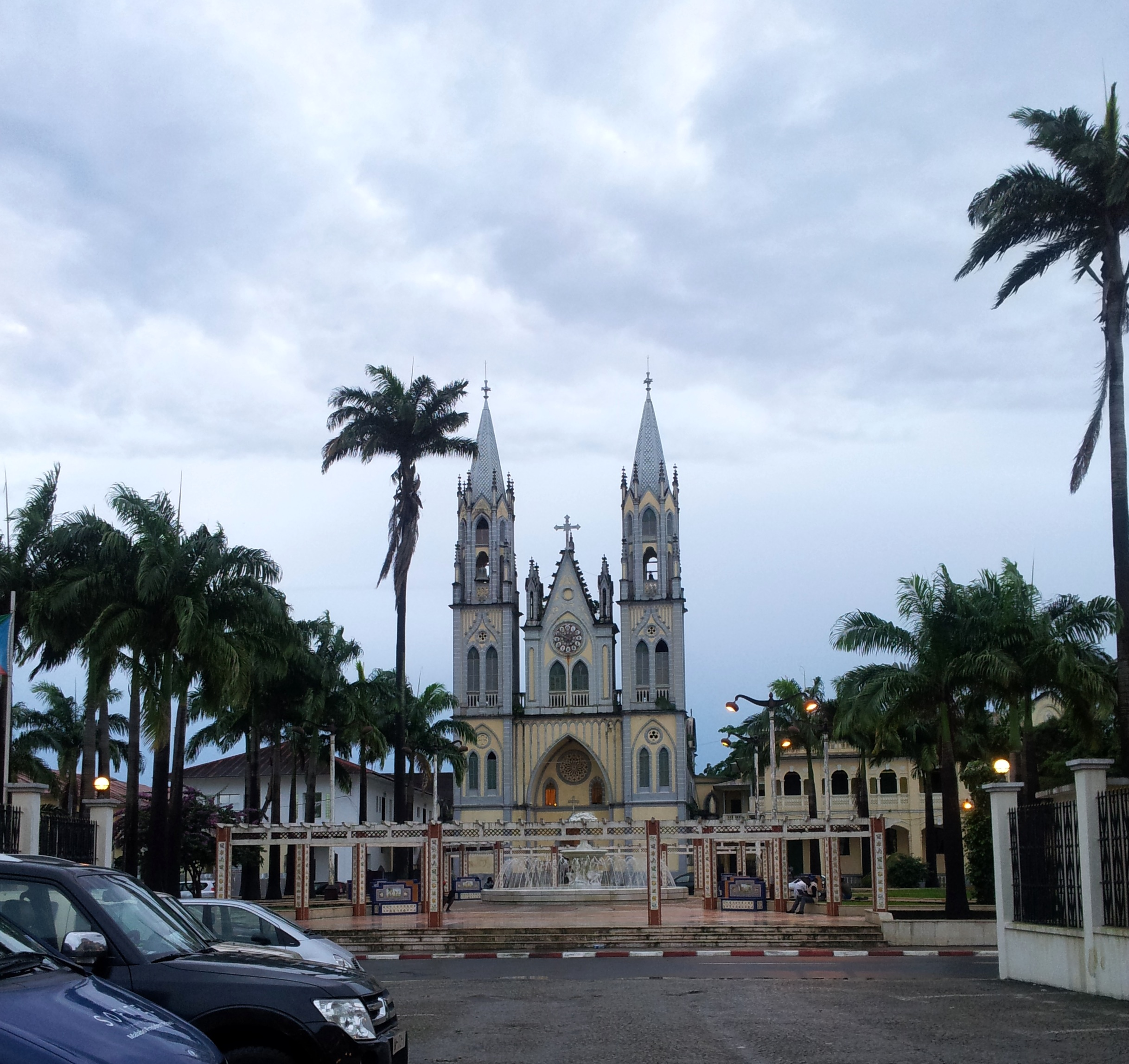
Façade principale de la cathédrale Sainte-Élisabeth de Malabo

## Démographie
La ville était peuplée de 60 064 habitants lors d'un recensement de 1994 puis de 156 000 habitants en 2005 grâce à une importante croissance démographique.
Depuis 1983, l'évolution démographique de Malabo a été :
| 1983   | 1994   | 2000   | 2007   | 2018    |
| ------ | ------ | ------ | ------ | ------- |
| 31 650 | 60 065 | 73 117 | 96 000 | 297 000 |

| Histogramme de l'évolution démographique de Malabo |
|                                                    |

Les langues les plus utilisées y sont l'espagnol, le fang (parlées par 70 % de la population) et le bubi. L'anglais y est quatrième langue (15 000 locuteurs au moins, surtout en deuxième langue après une voire deux des trois précédentes) en partie par des descendants d'esclaves ou de colons britanniques ou par des Nigérians. Le créole anglais parlé à Bioko est appelé "pichi" et serait utilisé par 50 000 locuteurs sur l'île entière dont 15 000 à Malabo.

## Enseignement supérieur
La Universidad Nacional de Guinea Ecuatorial a été fondée en 1995.

## Lieux de culte
Parmi les lieux de culte, il y a principalement des églises et des temples chrétiens : cathédrale Sainte-Élisabeth, siège de l'archidiocèse catholique de Malabo, Église universelle du royaume de Dieu, Assemblées de Dieu. Il y a aussi des mosquées musulmanes.

## Transports

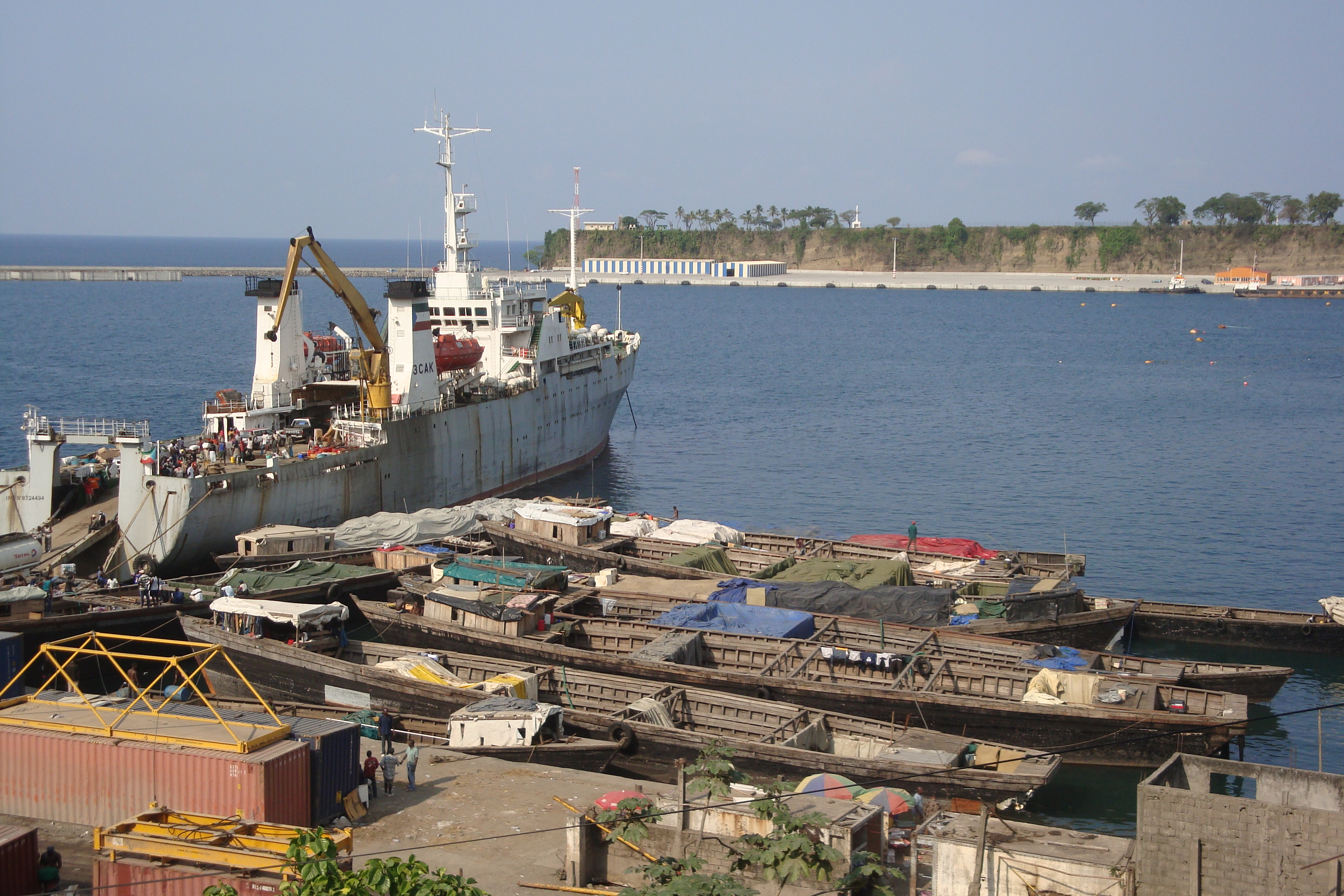
Aperçu du port de Malabo

La ville est desservie par son port maritime (photographie) et son aéroport international situé à 7 km du centre de Punta Europa toujours sur l'île de Bioko qui les relie en vols directs longues distances à maintes destinations européennes et africaines comme :
- Madrid (Espagne) : Ceiba Intercontinental (4 vols par semaine) ;
- Paris (France) : Air France (3 vols par semaine) ;
- Francfort (Allemagne) : Lufthansa (3 vols par semaine) ;
- Casablanca (Maroc) : Royal Air Maroc (2 vols par semaine) ;
- Istanbul (Turquie) : Turkish Airlines (1 vol par semaine) ;
- Cotonou (Bénin) : Cronos Airlines (2 vols par semaine) ;
- Abidjan (Côte d'Ivoire) : Ceiba Intercontinental (3 vols par semaine) ;
- Accra (Ghana) : Ceiba Intercontinental (3 vols par semaine) ;
- Sao Tomé (Sao Tomé et Príncipe) : Ceiba Intercontinental (3 vols par semaine) ;
- Douala (Cameroun) : Compagnie aérienne éthiopienne (3 vols par semaine) et Cronos Airlines (3 vols par semaine) ;
- Libreville (Gabon) : Royal Air Maroc (2 vols par semaine) ;
- Port Harcourt (Nigéria) : Cronos Airlines (2 vols par semaine) ;
- Addis Ababa (Éthiopie) : Ethiopian Airlines (3 vols par semaine).

De l'aéroport de Malabo, l'on peut aussi prendre l'avion vers l'un des autres aérodromes du pays. Ceux-ci sont situés dans les régions d'Annobón, Bata, Corisco et Mongomoyen.

## Art
Un Musée d'Art moderne de la Guinée équatoriale comprend des collections d'arts contemporain et traditionnel africain continental.

## Personnalités liées
- Francisca Tatchouop Belobe, femme politique née en 1972 à Malabo.

## Jumelages
| Ville | Ville       | Pays | Pays    |
| ----- | ----------- | ---- | ------- |
|       | Guadalajara |      | Mexique |
|       | Madrid      |      | Espagne |